# Campoletis zonata
Campoletis zonata là một loài tò vò trong họ Ichneumonidae.